# Alberto Segalini
Alberto Segalini (Lodi, 1º luglio 1955) è un politico italiano.

## Biografia
Nato a Lodi nel 1955 e di professione chirurgo estetico, si iscrive alla Lega Nord e si candida a sindaco di Lodi alle prime amministrative a elezione diretta del 1993. Al ballottaggio del 5 dicembre è stato eletto sindaco con il 61,15% dei voti, avendo la meglio sullo sfidante Valerio Manfrini della Democrazia Cristiana, e si è insediato il giorno successivo.
Il 16 novembre 1995 ha rassegnato le dimissioni da sindaco a seguito di un'indagine per furto aggravato; la guida dell'amministrazione municipale è stata affidata al vicesindaco Landolfo Lussardi, prima di procedere al commissariamento del comune il 22 dicembre. 
Alle amministrative del 2005 è nuovamente eletto al consiglio comunale di Lodi come indipendente, salvo poi rientrare nella Lega Nord con la quale è rieletto consigliere ancora nel 2010, nel 2013 e nel 2017.